# Hiroaki Samura
沙村 広明
Œuvres principales
L'Habitant de l'infini
Hiroaki Samura (沙村 広明, Samura Hiroaki) est un auteur de bande dessinée japonaise né le 17 février 1970 à Chiba dans la préfecture de Chiba, au Japon.
Il est principalement connu pour être l’auteur du manga L'Habitant de l'infini.

## Biographie
Marqué par l'œuvre de Katsuhiro Otomo[pourquoi ?], il est encore étudiant à l'école des Beaux-Arts de Tama, lorsqu'il propose les premières planches de L'Habitant de l'infini. Il sera par la suite embauché par Kōdansha et son travail sera publiée dans le magazine mensuel Monthly Afternoon à partir d'août 1993,. La série se poursuit avec succès depuis 1995 en Europe et aux États-Unis. Dans ce manga, Samura traduit une reconstitution minutieuse de l'époque d'Edo ainsi que de spectaculaires combats à l'arme blanche. Son style particulier de la mise en scène et de la réalisation transforme le genre purement historique en fiction néo-historique appelée « neo jidaigeki ».
Outre ce manga de sabre, on lui doit également la comédie sentimentale Ohikkoshi en 2002 sous son nom de plume Takei Teashi. Il s'agit d'une comédie romantique avec des étudiants en art.
Il réalise aussi des illustrations dans un style érotique extrême et de sadomasochisme (Hitodenashi no Koi) ou de violences sexuelles et psychologiques (Bradherley no Basha).

## Prix et récompenses
- 2000 : Prix Eisner de la meilleure édition américaine d'une œuvre internationale pour L'Habitant de l'infini

## Œuvre

### Manga
- L'Habitant de l'infini (無限の住人, Mugen no jūnin?)
- Emerald (エメラルド?)
- Ohikkoshi (おひっこし?)
- Sakkabasu no Yoru (サッカバスの夜?)
- Bradherley no Basha (ブラッドハーレーの馬車?)
  - Born to Be On Air!

### Illustrations
- Hitodenashi no Koi (?), recueil d'illustration publiées entre 1998 et 2006 ayant pour sujet des scènes de violence sexuelle extrêmes.
- Illustration de la version japonaise du jeu vidéo Blood Will Tell, basé sur l'histoire du manga Dororo d'Osamu Tezuka.

## Sources
- (en) Cet article est partiellement ou en totalité issu de l’article de Wikipédia en anglais intitulé « Hiroaki Samura » (voir la liste des auteurs).